# Prox Dynamics PD-100
Il PD-100 Black Hornet è un drone elicottero della norvegese Prox Dynamics. È il più piccolo apparato volante a pilotaggio remoto.

## Descrizione
Dopo diversi studi, le scelte progettuali del PD-100 si sono orientate verso un elicottero con rotore principale e rotore di coda. È stato sviluppato per compiti di Ricerca e soccorso (SAR).
Il pilotaggio avviene a distanza tramite monitor, grazie alla telecamera installata a bordo, oltre alla possibilità di volo programmato verso un obiettivo. Il velivolo è dotato anche di un sistema di posizionamento GPS, di un sensore di velocità, di un accelerometro e di sensori di pressione. Il carico utile comprende, inoltre, un fotorivelatore per video e foto. Il collegamento digitale Datalink può raggiungere la distanza di 1.600 m. In caso di problemi, o di batteria insufficiente, il velivolo è in grado di ritornare alla base in modo autonomo.
L'intero equipaggiamento, che può essere trasportato nello zaino di un soldato, contiene due mini elicotteri. Dato che il tempo per raggiungere il 90% di ricarica della batteria è di soli 20-25 minuti, pari all'autonomia di volo del drone, uno degli apparecchi è sempre pronto al volo nel periodo in cui l'altro viene ricaricato.
Il sistema completo viene fornito dal costruttore come Personal Reconnaissance System, e designato come PD-100 PRS. Tutto il sistema pesa meno di 1 kg.

## Utilizzatori
Al 2016 vi sono 19 utilizzatori NATO.
- : British Armed Forces utilizzano il Black Hornet da maggio 2012 come, ad esempio, nell'Operazione Enduring Freedom in Afghanistan.
- : Forsvaret[9]
- : United States Marine Corps
- : Australian Army[10]
- : Dal 2016, i corpi speciali dell'Heer[11] (Bundeswehr)[12]
- : Forze armate dell'Ucraina